# Kittel
En kittel eller laboratoriekittel er en knælang overfrakke der bæres af medarbejdere indenfor lægemiddelindustrien eller andet laboratoriearbejde. Ligeledes bliver kitler brugt af læger og visse andre typer sundhedspersonale. Kitlen beskytter brugerens almindelige tøj, der bæres indenunder, og tjener også som en simpel uniform. Kitler bliver normal fremstillet af hvidt eller lyst bomuld, hør eller en blanding af bomuld og polyester, hvilket gør det muligt at vaske dem ved høj temperatur, så de er nemme at rengøre.
Lignende typer beklædning er symbol på læring i Argentina og Uruguay, hvor de bæres af både studerende og lærere på statsskoler. I Tunesien og Mozambique bærer lærere hvide kitler for at beskytte deres tøj for pletter fra kridt.